# Lasantha Wickrematunge

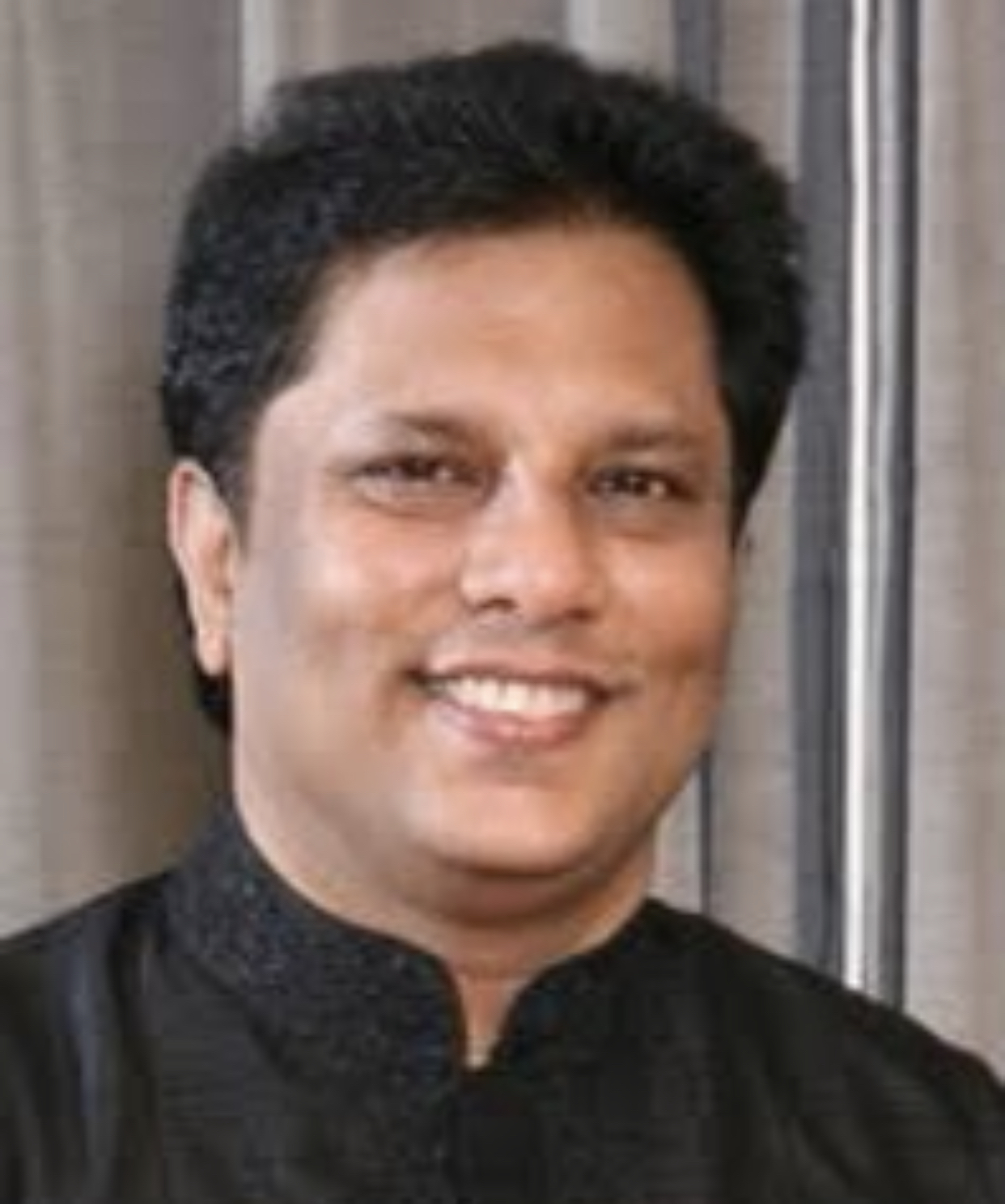
Lasantha Wickrematunge

Lasantha Wickrematunge (singhalesisch ලසන්ත වික්‍රමතුංග; Tamil லசந்த விக்கிரமதுங்க) (* 5. April 1958 in Dehiwela; † 8. Januar 2009 in Colombo) war ein sri-lankischer Journalist und Redakteur der von ihm gegründeten englischsprachigen Zeitung „The Sunday Leader“.

## Leben
Wickrematunge besuchte das St. Benedict’s College in Kotahena. Neben seiner Tätigkeit als Journalist war er auch Anwalt.
Bekannt wurde Wickrematunge durch seine kritischen Politartikel, in denen er die Korruptionsskandale des Staatsapparates offenlegte und das kompromisslose Vorgehen der Armee gegen die „Befreiungstiger von Tamil Eelam“ (LTTE) kritisierte. Auch Verteidigungsminister Gotabaya Rajapaksa, Bruder von Präsident Mahinda Rajapaksa, wurde von ihm der Korruption beschuldigt. Eine Verleumdungsklage des Verteidigungsministers gegen Wickrematunge war bei dessen Tod noch anhängig. Mit dem Präsidenten des Landes selbst stand er zwar in engem Kontakt, kritisierte dessen Arbeit aber dennoch im „The Sunday Leader“.
Am 8. Januar 2009 gegen 10:30 Uhr wurde Wickrematunge, der bereits mehrfach Todesdrohungen erhalten hatte, auf dem Weg zur Arbeit 12 km südlich von Colombo auf offener Straße angeschossen und erlag wenige Stunden später im Krankenhaus seinen Verletzungen. Die Mörder wurden nicht gefasst.
Wickrematunge war verheiratet und hatte drei Kinder.

## Reaktionen

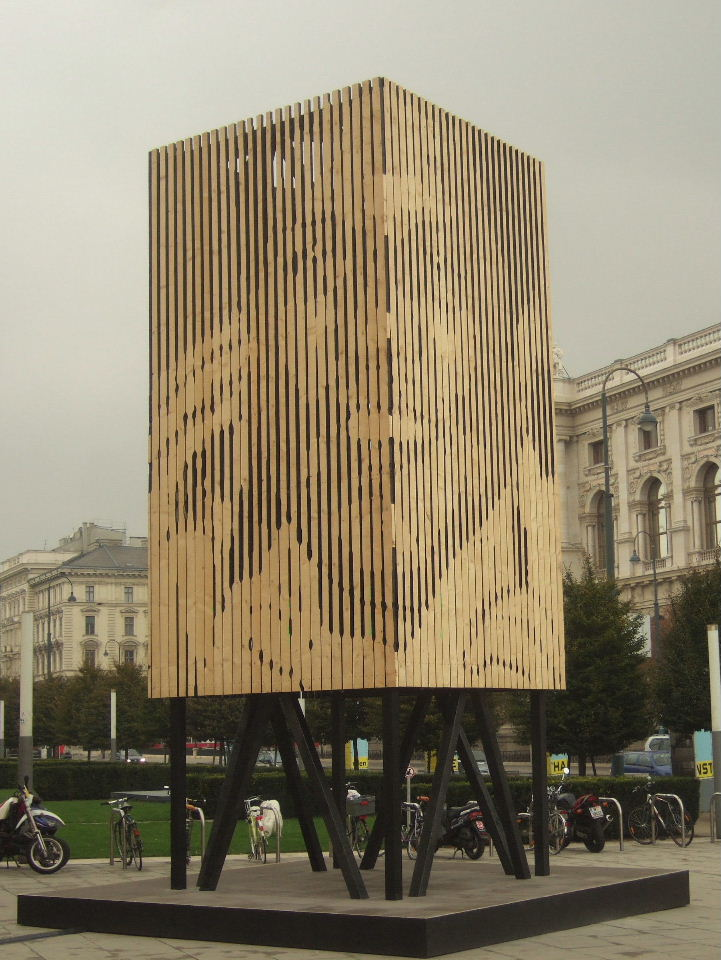
Peter Sandbichler: unbowed and unafraid (2009) – Billboard mit Porträt Lasantha Wickrematunges im Areal des MuseumsQuartiers in Wien

Im sri-lankischen Parlament kam es am 9. Januar 2009 zu einer Demonstration der Abgeordneten der Oppositionspartei United National Party (UNP), die die Regierung auf Plakaten beschuldigten, für den Tod Wickrematunges verantwortlich zu sein. Dadurch wurden die Sitzungen unterbrochen. Die Menschenrechtsorganisation Human Rights Watch kritisierte die Regierung für ihr Unvermögen, die Täter zu fassen, wodurch eine „Kultur der Straflosigkeit“ geschaffen werde. Das Committee to Protect Journalists (CPJ) rief die Botschafter in Colombo dazu auf, bei der Regierung vorzusprechen und ein Ende der Überfälle auf die Medien zu verlangen. Auch die USA, die EU, Indien und die Weltbank äußerten Kritik und nannten den Vorfall einen „Versuch, unabhängige Stimmen in Sri Lanka zum Schweigen zu bringen“.
Am 11. Januar 2009 wurde in der The Sunday Leader postum ein Artikel von Wickrematunge veröffentlicht, in welchem er prophezeite, dass seine Ermordung durch Mithilfe der Regierung vollzogen werden würde. Im selben Jahr wurde ihm von der UNESCO der Guillermo Cano World Press Freedom Prize zugesprochen.